# Totatiche (gemeente)
Totatiche is een gemeente in de Mexicaanse deelstaat Jalisco. De hoofdplaats van Totatiche is Totatiche. De gemeente Totatiche heeft een oppervlakte van 542.98 km².
De gemeente heeft 4,217 inwoners (1995).
Acatic · Acatlán de Juárez · Ahualulco de Mercado · Amacueca · Amatitán · Ameca · Arandas · Atemajac de Brizuela · Atengo · Atenguillo · Atotonilco El Alto · Atoyac · Autlán de Navarro · Ayotlán · Ayutla · Bolaños · Cabo Corrientes · Cañadas de Obregón · Casimiro Castillo · Chapala · Chimaltitán · Chiquilistlán · Cihuatlán · Cocula · Colotlán · Concepción de Buenos Aires · Cuautitlán de García Barragán · Cuautla · Cuquío · Degollado · Ejutla · El Arenal · El Grullo · El Limón · El Salto · Encarnación de Diaz · Etzatlán · Gómez Farías · Guachinango · Guadalajara · Hostotipaquillo · Huejúcar · Huejuquilla El Alto · Ixtlahuacán de los Membrillos · Ixtlahuacan del Río · Jalostotitlán · Jamay · Jesús María · Jilotlán de los Dolores · Jocotepec · Juanacatlán · Juchitlán · La Barca · La Huerta · La Manzanilla de La Paz · Lagos de Moreno · Magdalena · Mascota · Mazamitla · Mexticacan · Mezquitic · Mixtlán · Ocotlán · Ojuelos de Jalisco · Pihuamo · Poncitlán · Puerto Vallarta · Quitupan · San Cristobal de la Barranca · San Diego de Alejandría · San Gabriel · San Ignacio Cerro Gordo · San Juan de los Lagos · San Juanito de Escobedo · San Julián · San Marcos · San Martín de Bolaños · San Martín de Hidalgo · San Miguel El Alto · San Sebastián del Oeste · Santa María del Oro · Santa María de los Angeles · Sayula · Tala · Talpa de Allende · Tamazula de Gordiano · Tapalpa · Tecalitlán · Techaluta de Montenegro · Tecolotlán · Tenamaxtlán · Teocaltiche · Teocuitatlán de Corona · Tepatitlán de Morelos · Tequila · Teuchitlán · Tizapan El Alto · Tlajomulco de Zuñiga · Tlaquepaque · Tolimán · Tomatlán · Tonalá · Tonaya · Tonila · Totatiche · Tototlán · Tuxcacuesco · Tuxcueca · Tuxpan · Unión de San Antonio · Unión de Tula · Valle de Guadalupe · Valle de Juárez · Villa Corona · Villa Guerrero · Villa Hidalgo · Villa Purificación · Yahualica de González Gallo · Zacoalco de Torres · Zapopan · Zapotiltic · Zapotitlán de Vadillo · Zapotlán del Rey · Zapotlán El Grande · Zapotlanejo
- Library of Congress Control Number: n2004040183
- Nationale Bibliotheek van Israël: 987007465759605171